# Frazioni di San Giovanni in Fiore

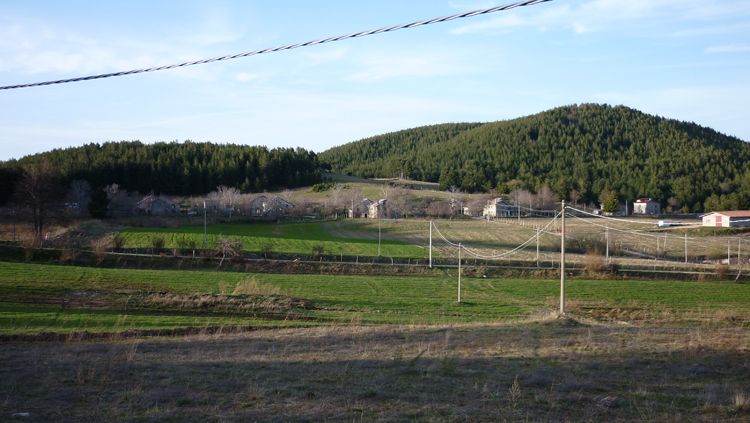
Panorama di Cagno

Sono 18 le frazioni di San Giovanni in Fiore che ricadono nell'ambito amministrativo della città. Solo 3 di queste, hanno una storia secolare alle spalle, 6 sono sorte nel periodo della riforma agraria degli anni '50 del secolo scorso, quindi più recenti, 2 sono i villaggi turistici, mentre 7 frazioni sono località poste lontano il nucleo urbano della cittadina, che negli ultimi decenni si sono urbanizzate costituendo delle zone residenziali, attraverso una trasformazione da centri di villeggiatura (specie di seconde case), a veri e propri quartieri residenziali, anche se alcuni di questi sono distanti diversi chilometri dal centro urbano principale. Due di queste "località abitate", sono invece state inglobate dallo sviluppo residenziale avvenuto nel dopo guerra, passando dunque da semplici frazioni, ad esser veri e propri quartieri integrati nella cittadina silana. Ciò che accomuna la maggior parte delle frazioni di San Giovanni in Fiore, è comunque il carattere tipicamente rurale che queste investono, specie per le frazioni sorte distanti dal centro urbano.

## Elenco
Di seguito riportiamo tutte le frazioni di San Giovanni in Fiore suddivise in 5 grossi raggruppamenti:
- Frazioni antiche
- Frazioni sorte con la riforma agraria
- Le località abitate
- I villaggi turistici
- Le frazioni divenute quartieri

### Le frazioni più antiche
Queste frazioni sono sorte in luoghi a forte inclinazione rurale, in aree dai climi più miti rispetto ai 1000 metri del centro urbano di San Giovanni in Fiore, su territori posti sotto gli 800 metri e nella quale la condizione meteorologica favorevole ha reso possibile la crescita e la produzione di colture autoctone di gran pregio, specie per quel che riguarda la produzione di ulivi e di piante da frutto tipiche dei climi costieri. Queste frazioni si sono formate tra la fine del XVIII e i primi decenni del XX secolo. Le unità abitative sono tipiche delle zone rurali della Sila, ovvero piccole e semplici casette monofamiliari in pietra locale, con tetti in travi di legno, senza particolari manifestazioni architettoniche. La tipicità di questi villaggi/frazioni, si differenzia dall'ambito rurale tipico dei villaggi silani, poiché la costituzione in micro-nuclei urbani, si scosta molto dai territori agricoli della Sila, caratterizzata da elementi edilizi isolati, abitazioni occupate da singole unità familiari che coltivano il proprio podere o pezzo di terra. Uno studio condotto nel 1998, evidenzia come queste frazioni siano atipiche per il territorio silano, “abituato” ad ospitare una relazione fra le vari unità abitative inframezzata da ampi tratti di terra. Si ipotizza pertanto che la motivazione dell'aggregazione di questi nuclei abitativi nella formazione di un piccolo villaggio va ricercata solo nelle economia di aggregazione tipiche urbane che hanno spinto i proprietari delle case a costituire il nocciolo urbano, ancora oggi esistente, magari nella ricerca dell'indipendenza amministrativa attraverso la creazione di paesini.

#### Acquafredda
39°13′39.4″N 16°45′27.91″E

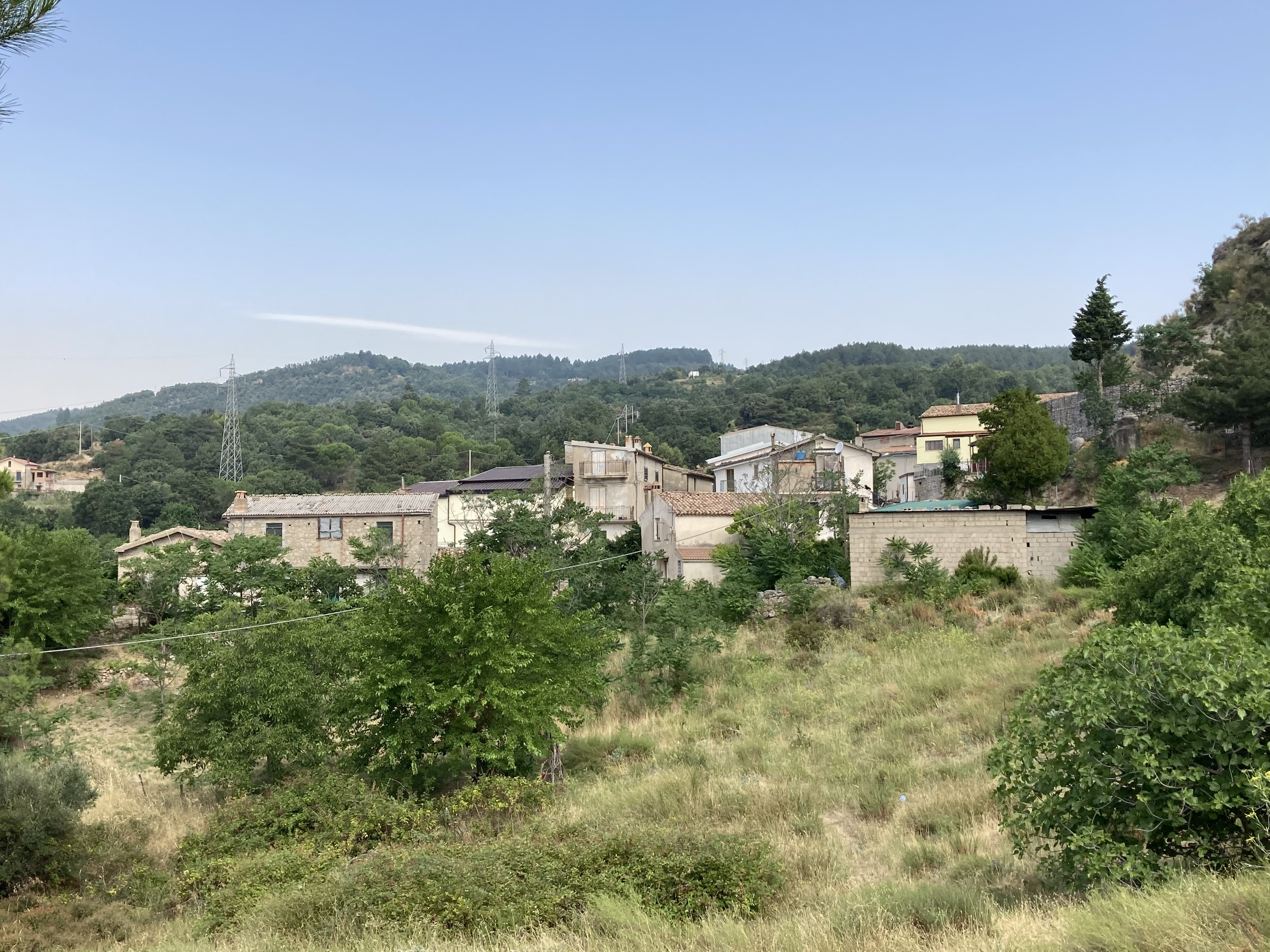
Acquafredda

La frazione di Acquafredda fa parte del comune di San Giovanni in Fiore e di Caccuri.

#### Carello
39°12′45.97″N 16°45′11″E

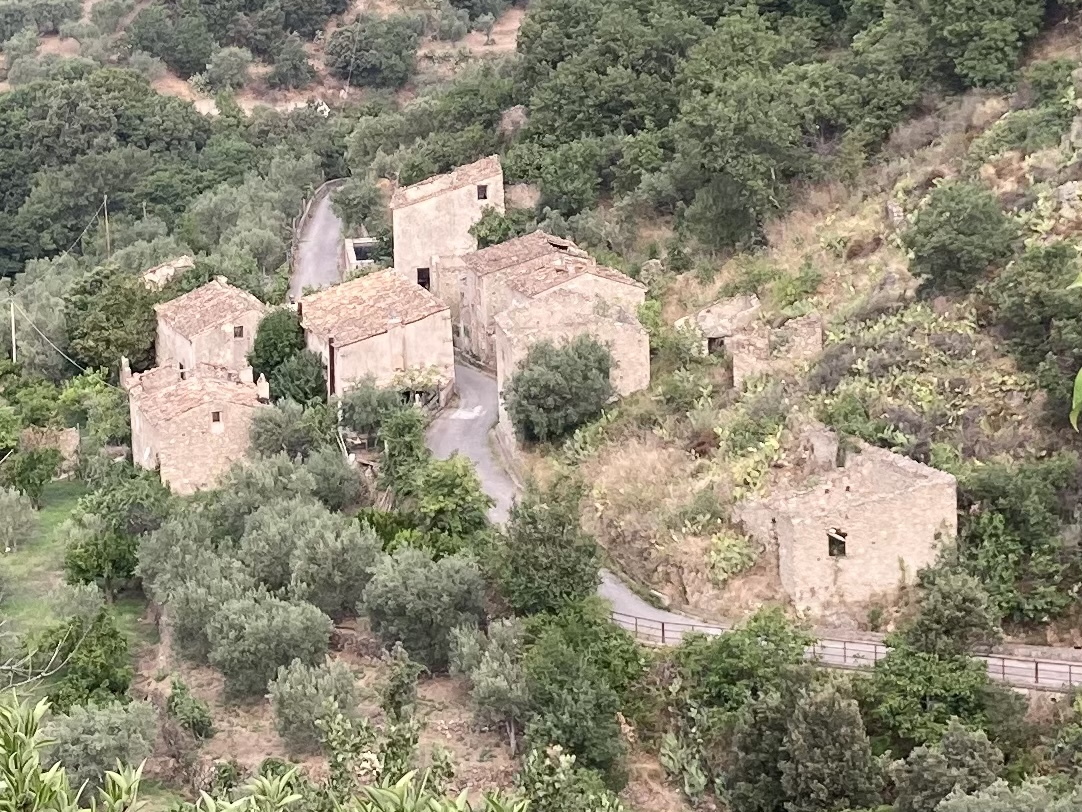
Carello

Il piccolo e antico borgo di Carello, è oramai in completo stato di abbandono. Fino agli anni '50, il borgo un tempo contava quasi 100 abitanti. Il borgo, abitato fino agli anni '60, è stato poi velocemente abbandonato dai suoi pochi abitanti.

#### Fantino
39°13′46″N 16°44′37″E

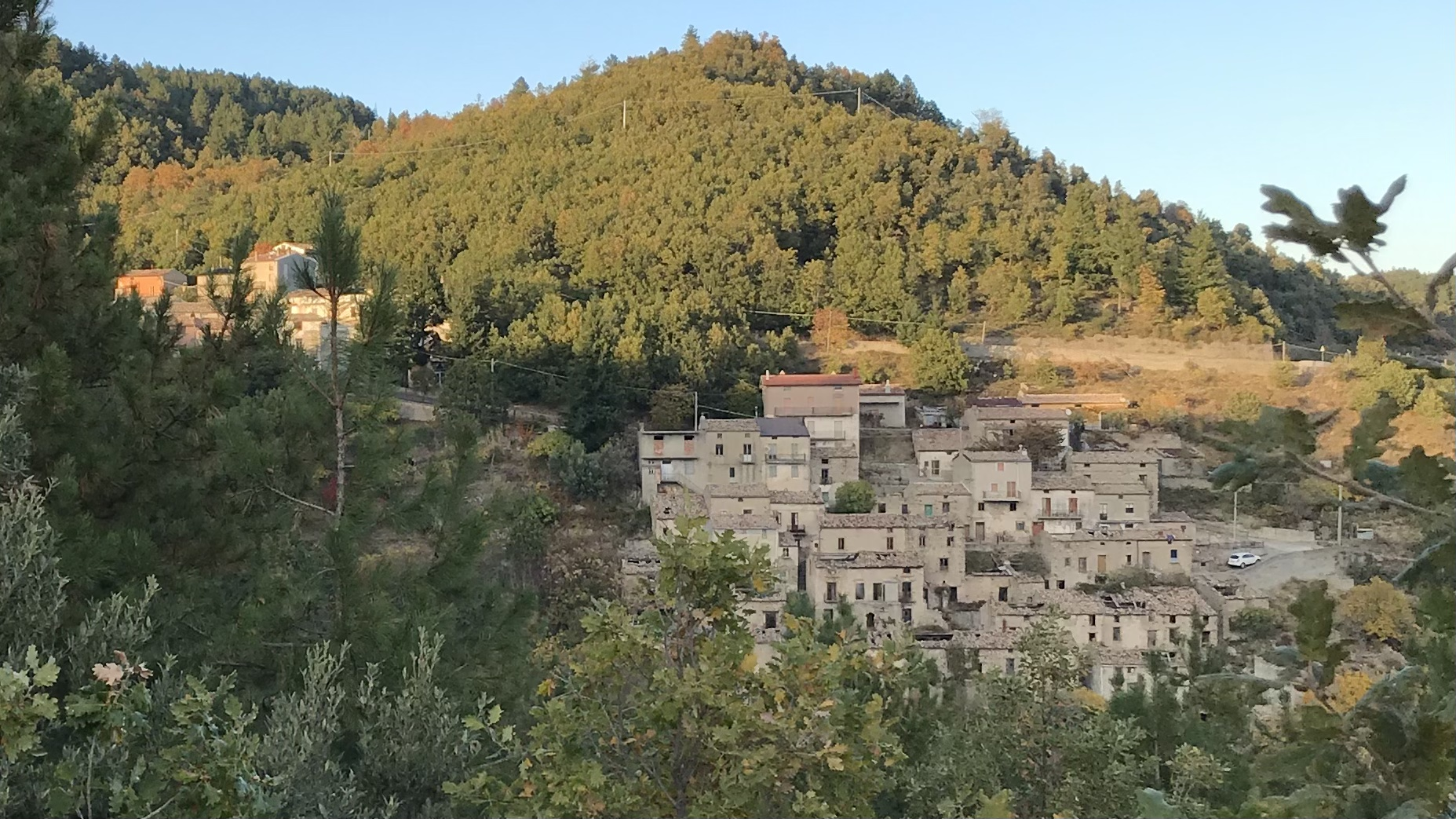
Fantino

Fantino è la frazione più antica di San Giovanni in Fiore, ed un tempo anche la più popolosa. Abitata fino agli inizi del '90, oggi appare completamente disabitata, salvo nel periodo estivo, specie in concomitanza con la festa del Santo Patrono agli inizi di settembre, quando l'antico villaggio, riprende a vivere dei suoi ex abitanti e dei loro discendenti.

### Le frazioni sorte con la riforma agraria

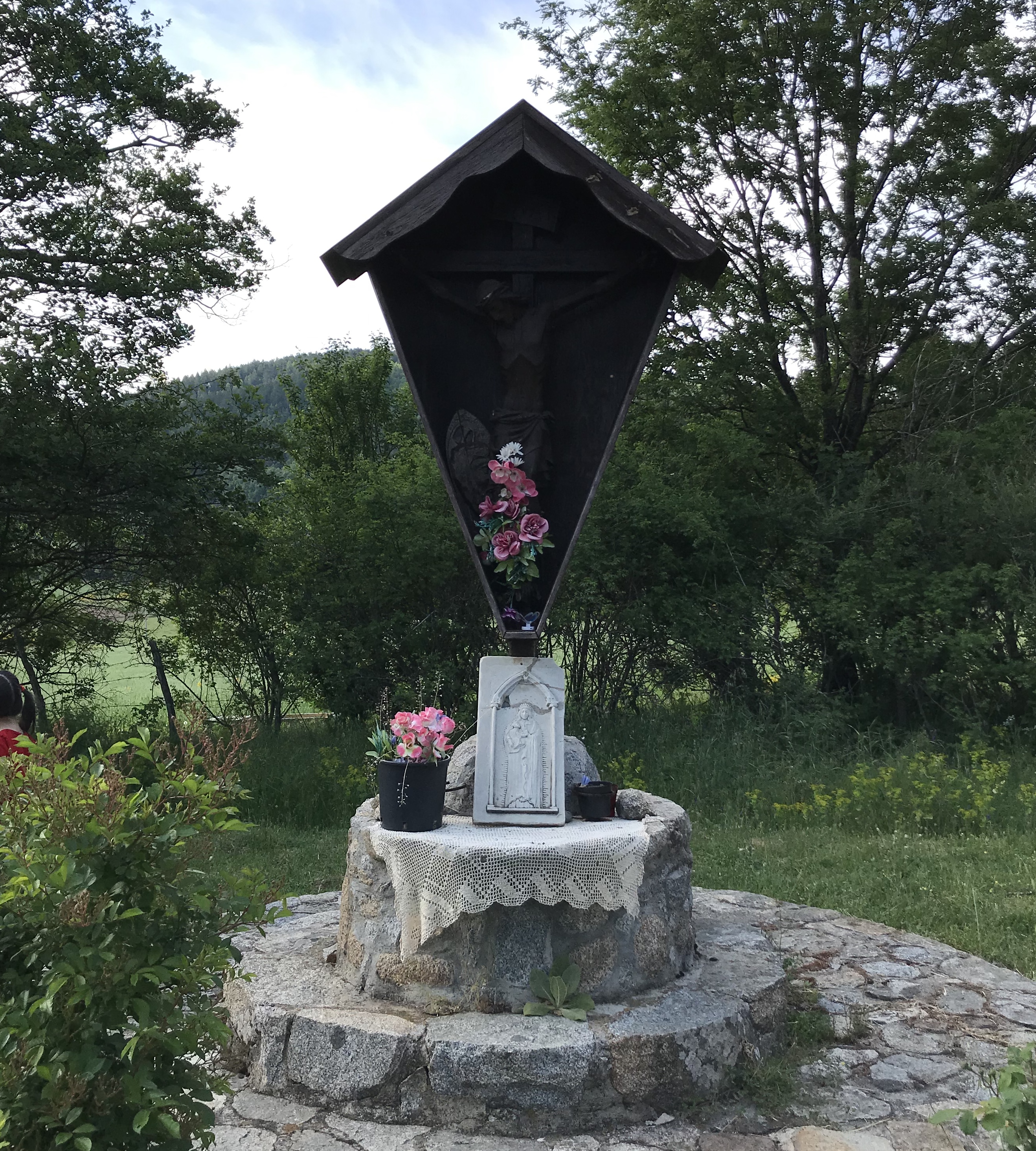
Croce del Villaggio Germano

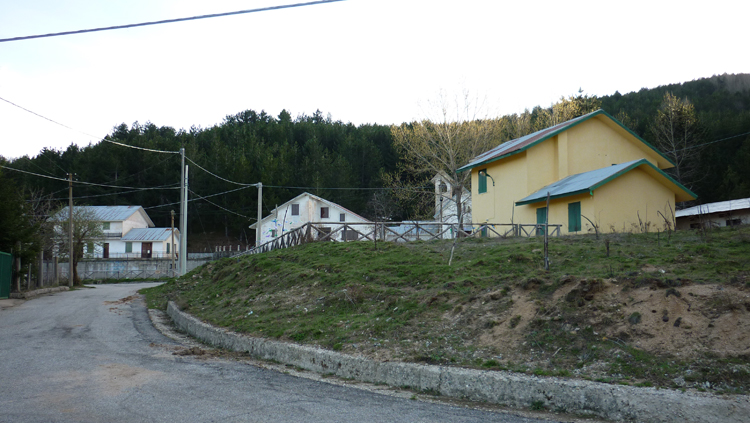
Villaggio Cagno

Quando nel 1950 venne attuata la riforma agraria, strumento economico per lo sviluppo dei territori depressi, attuato nell'immediato dopoguerra come sistema di emergenza per attenuare il fenomeno dell'emigrazione, specie nel Sud, che in quegli anni ha avuto un picco molto elevato, di persone (per non dire intere famiglie) che dal meridione si sono trasferite nel Nord Italia, in Sila vennero realizzati alcuni villaggi rurali da destinare a famiglie contadine che in quei villaggi avrebbero coltivato e gestito un pezzo di terra, terra come mezzo di sostentamento economico. Il territorio di San Giovanni in Fiore, essendo il più grande della Calabria, e dunque di tutta la Sila, venne fortemente investito dalla riforma agraria, che destino alla città di San Giovanni in Fiore, la realizzazione di 5 villaggi rurali, alcuni dei quali, quasi autosufficienti, ovvero non bisognosi di eccessivi legami con la “città-madre” poiché dotati dei servizi base (per l'epoca), quali scuole e uffici di primo soccorso. Questi 5 villaggi sono: Villaggio Cagno, Villaggio Germano, Villaggio Rovale, Villaggio Serrisi e Villaggio Pisani.
Il villaggio Pisani, fra i villaggi rurali realizzati nel territorio di San Giovanni in Fiore, è l'unico borgo di sole case, privo di acqua corrente, dove l'unico servizio al bene del villaggio, è costituito dal vecchio forno a legna. Era dunque, fra tutti i villaggi rurali, quello meno attrezzato ad ospitarvi famiglie per lunghi periodi.

### Le località abitate
Nel territorio di San Giovanni in Fiore, vi sono alcune località, che nel corso degli ultimi decenni, hanno subito un processo di inurbamento, specie per quel che riguarda la tipologia di seconde case, e di case di montagna e/o di campagna. Alcune di queste località hanno sviluppato una rete di case che hanno costituito nel tempo dei veri e propri villaggi, altre località sono rimaste prettamente rurali, con molte terre coltivate e poche residenze, altre ancora, in ambito urbanistico, sono state inglobate dal nucleo urbano di San Giovanni e considerate allo stesso livello di quartieri urbani, pur non essendo dotate di servizi ed infrastrutture, quali da poterle catalogare come tali.

#### Colle Ciuccio
39°16′55.68″N 16°40′40.82″E
È un quartiere formato principalmente da seconde case o case di villeggiatura, anche se alcune di queste sono regolarmente abitate tutto l'anno. Negli anni ha assunto la forma di un villaggio turistico costituito da ville di grandi dimensioni immerse completamente nel verde.

#### Cuturelle
39°16′37.15″N 16°40′14.98″E
Questa località ha subito un processo di urbanizzazione partito negli anni '80 del secolo scorso, favorito dalla vicinanza fra la località ed un bivio stradale della SS 107. Negli anni sono state realizzate residenze mono e bifamiliare, immerse completamente nella natura silana, che ne hanno sancito la nascita del neo quartiere, pur essendo questo distante dal centro urbano 2 km circa. Posto nel punto più alto del nucleo abitativo di San Giovanni, a 1200 metri slm, in questa località si trova anche un ristorante/pizzeria. Ai piedi della località, nella zona denominata Olivaretto, lungo la strada che dalla località porta alla città di San Giovanni in Fiore, fra gli anni '90 e il decennio successivo, è stata realizzata la prima vera area P.I.P. della città, completata negli anni da piccole fabbriche ed aziende produttive.

#### Serra San Bernardo
39°18′15.94″N 16°36′26.39″E
Distinta in due tronconi, la località, tagliata in due dalla SS 107, è formata sostanzialmente da villette utilizzate come seconde case o case di villeggiatura, anche se circa 10-20 persone abitano la località per tutto l'anno. Serra San Bernardo comprende anche i territori della località di "Monte Uliveto". Sono presenti in questa frazione alcune attività ricettive.

#### Torre Garga
39°17′13.75″N 16°38′19.57″E
Area a forte tendenza agricola, questa località si sviluppa lungo la dorsale della SS 107 che l'attraversa. Vi si sono sviluppate alcune aziende (agricole ed industriali), ed alcuni servizi di ristoro e pernottamento.

#### Valle Piccola
39°17′56.45″N 16°37′19.44″E
Territorialmente è la più grande ed estesa località abitativa della città. Un considerevole numero di case (la cui grande maggioranza abusive) ne hanno costituito negli anni un piccolo villaggio fatto di seconde case e case da villeggiatura. La località non è dotata di nessun servizio ad eccezione del vecchio casello ferroviario, oramai abbandonato.

## Frazioni turistiche
Questa sezione merita un maggiore approfondimento. Per villaggi turistici intendiamo i villaggi ricadenti sul territorio sangiovannese a grande vocazione turistica, ovvero che si concentrano di turisti in maniera stagionale. Questi villaggi sono caratterizzati da una certa offerta di servizi tali da poter essere considerati appunto, villaggi turistici. Non consideriamo in questo ambito la popolazione residente nei villaggi.

### Lorica
39°15′04.95″N 16°30′46.29″E

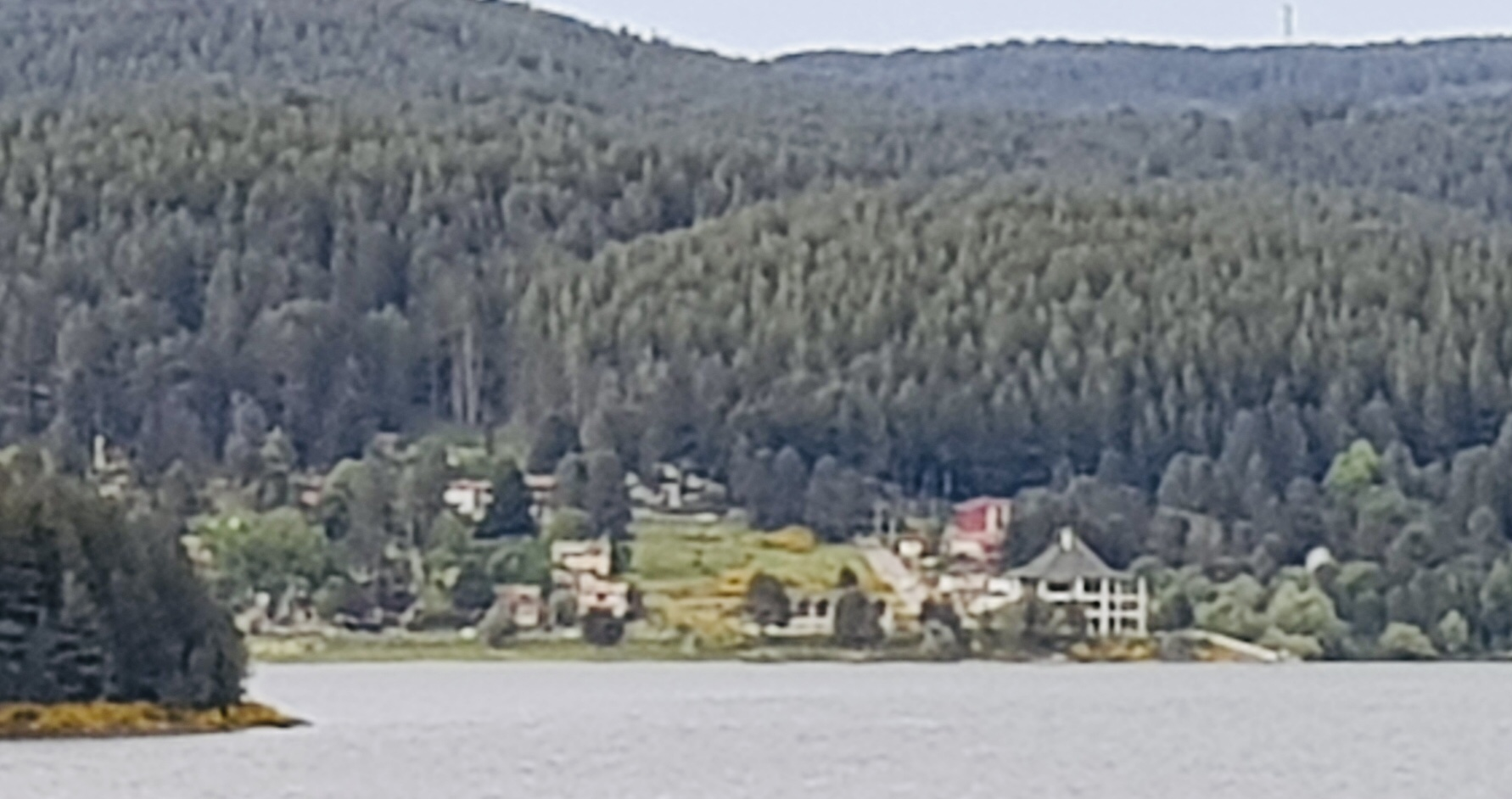
Panorama di Lorica

Denominata La Perla della Sila, questo villaggio turistico ricade nei territori comunali di San Giovanni in Fiore e Casali del Manco. Gli impianti sciistici del villaggio si trovano nel territorio comunale di Casali del Manco. Il villaggio, sviluppato ai piedi della montagna principale dell'altipiano si affaccia sul lago Arvo, il secondo lago della Calabria incastonato fra le montagne principali dell'altipiano quale Botte Donato e Montenero (le cime più alte della Sila).

### Carlomagno
39°16′40.38″N 16°32′47.64″E

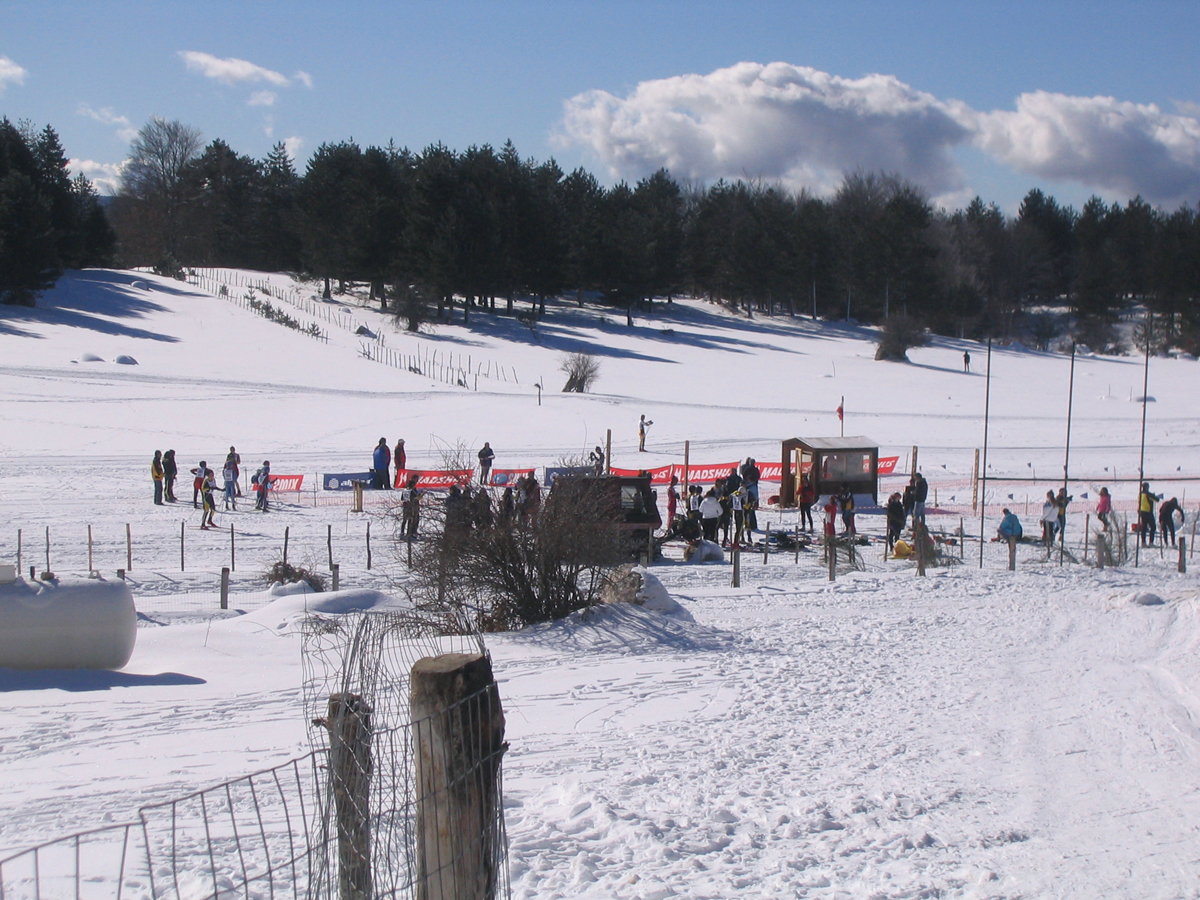
Carlomagno

La località sorta nella vallata alle pendici del Monte Carlomagno, la terza vetta più alta del territorio comunale di San Giovanni in Fiore, è diventata negli anni un rinomato centro di fondo, dove si può praticare lo sci di fondo. La località è scarsamente abitata. Nell'ultimo decennio sono state realizzate delle strutture di servizio per migliorare il centro fondo, quali un rifugio e una magazzino per gli attrezzi per la battitura delle piste. È previsto il recupero e completamento della struttura alberghiera iniziata qualche anno fa e non ancora terminata.

## Le frazioni divenute quartieri
Vi sono poi alcune frazioni, storicamente antiche, che dopo il secondo dopoguerra, con la crescita urbana ed espansiva della città, sono state inglobate nel contesto urbano, divenendo dei quartieri cittadini. Pur non essendo queste, facenti parte di un “continuum” urbano del nucleo centrale della città, essendo poli dislocati, sono divenuti ambiti urbani popolosi, caratterizzati da servizi e infrastrutture che ne mettono in stretta relazione con il resto del centro urbano.

### Olivaro
39°16′16.64″N 16°41′55.94″E

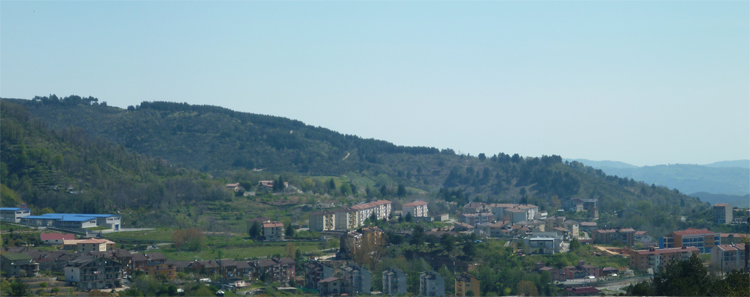
Quartiere Olivaro

Un tempo zona agricola (il toponimo fa presupporre una ricca zona di uliveti), attigua all'antico centro storico di San Giovanni, da cui dista solo due chilometri, conosce un rapido sviluppo urbano dopo gli anni '70. Oggi è il più popoloso quartiere cittadino, contando all'incirca 3.000 abitanti. Caratterizzato da una concentrazione di case popolari, alla quale sono state negli anni aggiunti edifici privati.E’probabilmente il quartiere con il miglior rapporto edifici standard abitativi urbani.

### Palla Palla
39°16′02.4″N 16°42′24.45″E

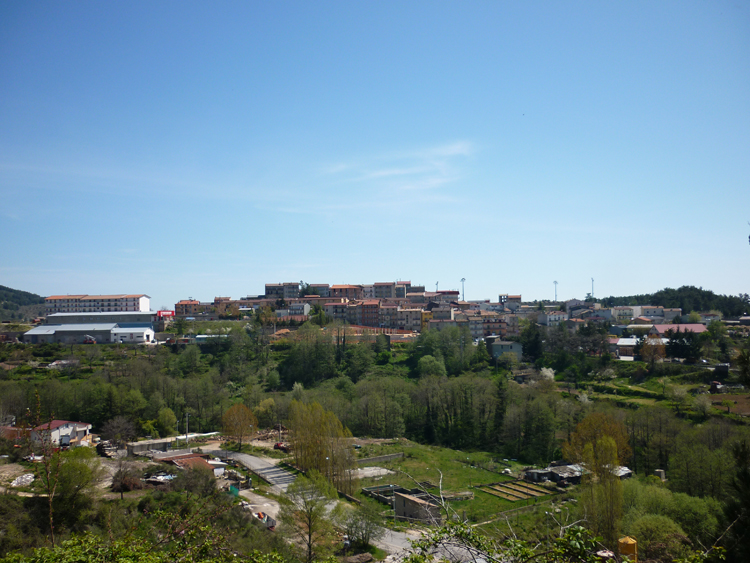
Quartiere Palla Palla

Crocevia storico fra la città e i paesi di Savelli e Castelsilano, è un agglomerato urbano di notevoli dimensioni che si è sviluppato la ex SS 107 (ora 108 bis) e la ex 108 ter (ora SP 260). Un tempo nucleo urbano a sé stante, ma sempre sotto la giurisdizione di San Giovanni in Fiore, il quartiere presenta un piccolo nucleo storico, oramai non più visibile in quanto sostituito da nuove unità abitative, sorto all'incrocio fra la due Strade Statali. Per molti anni è stata considerata una frazione di San Giovanni, ma ad oggi tale nomenclatura non appare più adatta al contesto del quartiere. 
È certamente la prima vera e propria “Zona Industriale” sorta nel comune di San Giovanni in Fiore, probabilmente in forma del tutto spontanea, e non regolamentata (visto che il primo P.R.G. della città è datato 1997), come lo dimostrano i vecchi e numerosi capannoni sorti lungo le principali direttrici del quartiere, capannoni ancora utilizzati dalle numerose aziende della zona. Con l'espandersi del nucleo abitativo, questo è giunto sin in località Saltante, che oggi è parte integrante del quartiere. 
Il nome del quartiere con molta probabilità lo si deve alla sua principale caratteristica, ovvero quella di ospitare lo Stadio comunale “Valentino Mazzola” e il “Campo di Saltante” (il primo un vero e proprio stadio, il secondo un campo di calcio in terra battuta, recintato e protetto, ma privo di struttura in cemento armato, essendoci solo una tribuna naturale derivata da una collinetta), quindi il quartiere per antonomasia dove si pratica lo sport nazionale più diffuso, ovvero il calcio. 
Popolato da poco meno di 1 000 abitanti, il quartiere ospita alcune attività commerciali, bar, negozietti e due grandi supermercati.